# Fop Willem van Driel
Fop Willem van Driel (Zuidland, 25 juni 1884 - Rotterdam, 20 oktober 1980) was een Nederlands burgemeester. Hij was burgemeester van Nieuw-Helvoet, Abbenbroek, Oudenhoorn en Zuidland.

## Leven

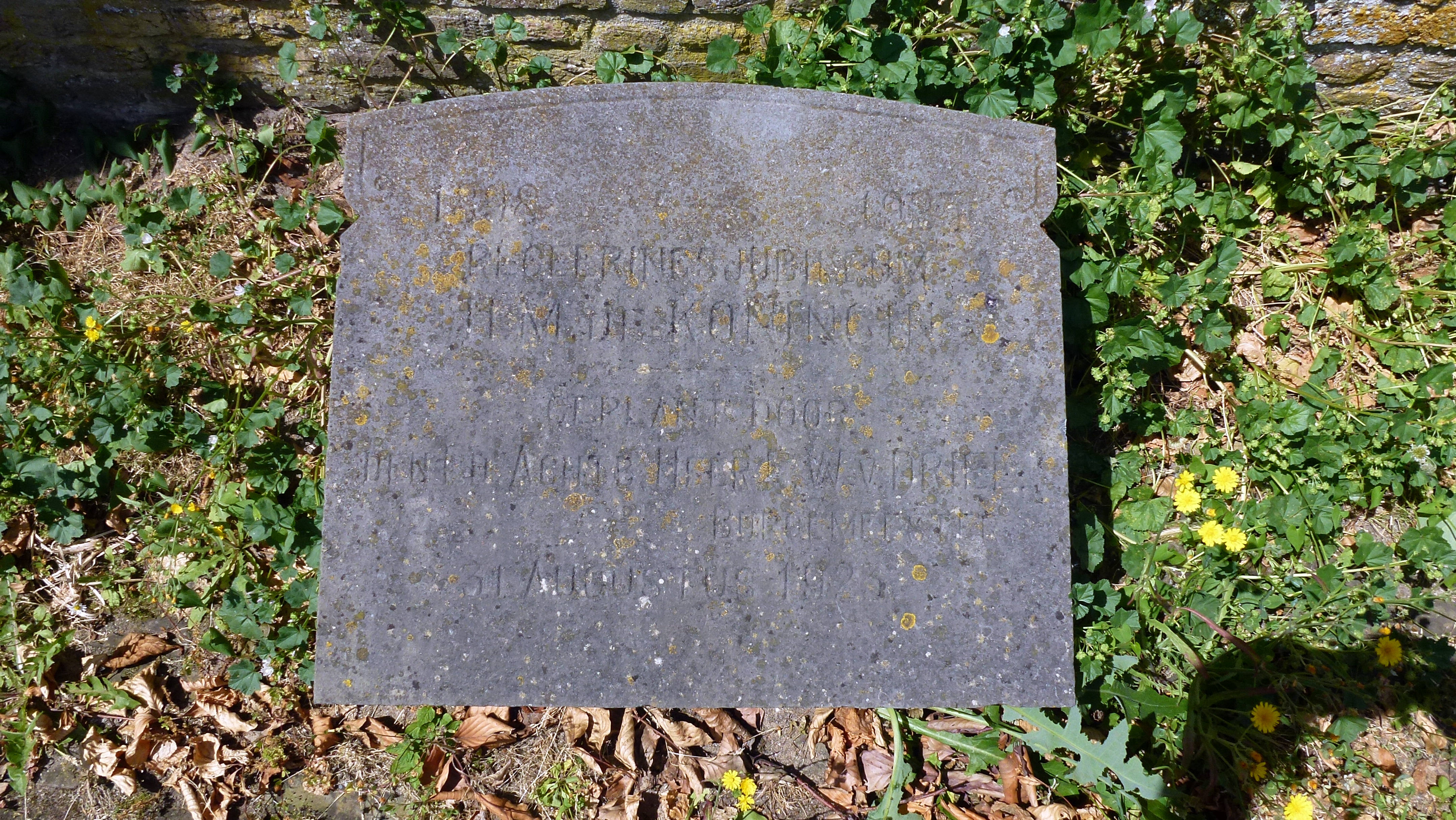
Nieuw-Helvoet, gedenksteen bij een boom ter herdenking van het (dan aanstaande) 40e jubileum van koningin Wilhelmina der Nederlanden. De boom werd geplant door J.W. van Driel op 31 Augustus 1923. Steen en boom bestaan niet meer.

Van Driel was een zoon van Hermanus Dirk van Driel (13 januari 1842) metselaar van beroep en Willemina Smit. Op 23 juli 1914 huwde Van Driel in Nieuw-Helvoet met Elisabeth Hadewina Touw (1890-1965).
In zijn jongere jaren was hij gemeente-secretaris in Klaaswaal en Bruinisse en daar ook woonachtig. Op 1 september 1909 verhuisde hij op 25-jarige leeftijd van Zuidland naar Zwartewaal, om in datzelfde jaar te gaan werken als gemeente-secretaris van Geervliet.
Op 23 februari 1916 werd Van Driel bij Koninklijk besluit aangesteld als burgemeester van Nieuw-Helvoet en volgde Pieter Gallas Jr. op. In juni wordt hij ingeschreven in Nieuwenhoorn, maar op 29 september verhuist hij weer naar Nieuw-Helvoet in verband met zijn positie als burgemeester. 

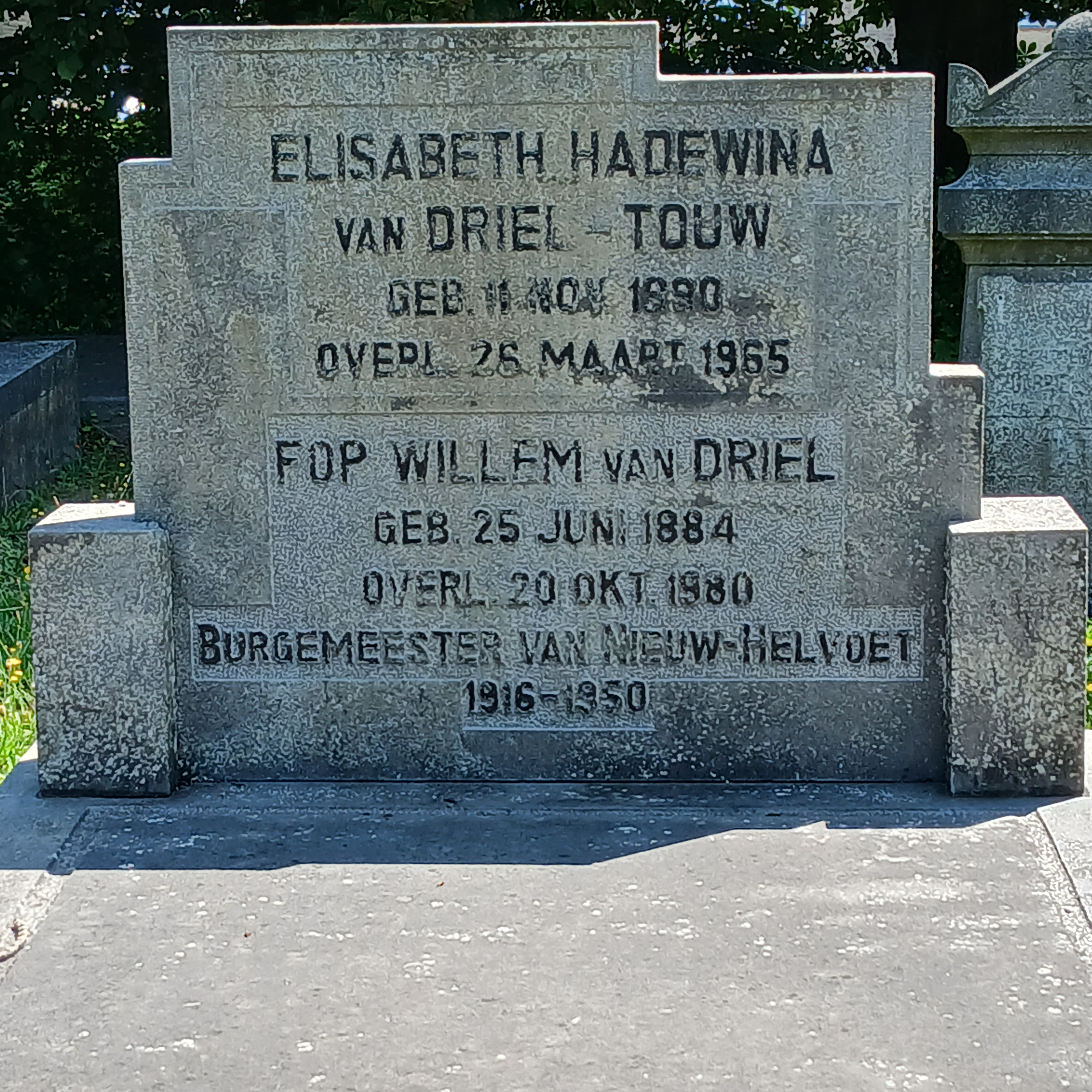
Elisabeth Hadewina van Driel - Touw geb. 11 nov 1890 overl. 25 maart 1965 Fop Willem van Driel geb. 25 juni 1884 overl. 20 okt. 1980 burgemeester van Nieuw-Helvoet 1916-1950

Van Driel was een lid van De Nieuwhelvoetsche Beurs- en bedrijfstentoonstellingsvereeniging in 1928 en was in 1938 nog verheugd met de bouw van het Beursgebouw aan de Moriaanseweg. De opkomst van de auto en de verkorte reistijd zorgde er namelijk voor dat een klein plaatsje als Nieuw-Helvoet een autotentoonstelling kon organiseren.  
In mei van 1944 wordt Van Driel ontslagen door de Duitse overheid.  Na de inundatie vond de Duitse overheid  dat een onder water gelopen gemeente geen burgemeester meer nodig had. Van Driel bleef doorwerken als burgemeester in een onofficiële capaciteit. Hij wordt op 14 november 1945 weer aangesteld als burgemeester.
Na de bevrijding in 1945 wordt hij de burgemeester van drie extra gemeentes in de regio. Namelijke Abbenbroek van 1945 tot 1947, Zuidland van 1945 tot 1947 en Oudenhoorn van 1946 tot 1947 in combinatie met twee secretariaten. Hij vervangt de NSB burgemeester Dirk Langereis.   
In 1947 werd hij benoemd tot ridder in de Orde van Oranje-Nassau voor buitengewone verdiensten. 
Per koninklijk besluit werd Van Driel per 1 juli 1949 eervol ontslag verleend. DeCommissaris der Koningin vroeg Van Driel na het ingaan van het ontslag te blijven als waarnemend burgemeester tot er een nieuwe burgemeester werd gevonden. Van Driel aanvaarde het verzoek.  
Een van zijn laatste diensten voor de gemeente was het oprichten van een consultatiebureau voor zuigelingen in 1950. Dit werk had hij verricht als voorzitter van het Groene Kruis. Datzelfde jaar, in december, stopt hij met zijn voorzitterschap.  
Na zijn pensioen verhuisde het gezin Van Driel naar Rotterdam. Na het overlijden van zijn vrouw woonde Van Driel in een flatje aan de Touwslagersstraat.
Van Driel overleed op 20 oktober 1980 in Rotterdam en werd begraven op de Algemene Begraafplaats van Nieuw-Helvoet.
. 